# Eremo di Santo Spirito a Maiella
L'eremo di Santo Spirito è stato un monastero della Congregazione dei Celestini che si trova sulla Maiella, nel comune di Roccamorice, ed è un monumento nazionale italiano.

## Storia
La data dell'origine dell'eremo non è nota, anche se si crede sia anteriore all'XI secolo e fondato da Monaci benedettini provenienti dal Monastero di San Benedetto di Montecassino. La prima fonte storica risale al 1055 e riporta la presenza del monaco Desiderio, il futuro papa Vittore III, che vi costruì una chiesa.
Nel 1246 vi dimorò Pietro da Morrone, il futuro papa Celestino V, che ristrutturò l'eremo e vi costruì l'oratorio e una prima cella, seguite da un secondo oratorio ed altre celle al crescere della comunità.
Su richiesta di Pietro da Morrone, con una lettera del 1º giugno 1263 il papa Urbano IV chiese al vescovo di Chieti di incorporare i monaci dell'eremo nell'Ordine di San Benedetto e nel 1278 all'eremo venne concessa l'autonomia ed il titolo di monastero, rimanendo a capo dell'Ordine fino al 1293, quando la funzione di monastero principale dell'ordine passò all'Eremo di Sant'Onofrio al Morrone. Tra il 1310 ed il 1317 fu priore del monastero Roberto da Salle, mentre nel 1347 vi fu ospitato Cola di Rienzo.
Seguì un periodo di declino fino al 1586, quando l'eremo ottenne il titolo di Badia. Venne costruita la Scala Santa per l'accesso all'oratorio di Santa Maria Maddalena e l'11 aprile 1591 furono traslate a Santo Spirito le ossa di Stefano del Lupo dal monastero di Vallebona di Manoppello. Alla fine del XVII secolo il Principe Caracciolo di San Buono fece costruire l'edificio di tre piani della foresteria.
Con la soppressione degli ordini monastici del 1807, il monastero fu definitivamente abbandonato ed i beni al suo interno portati a Roccamorice.

## Architettura

### Esterno
Attualmente dell'eremo risultano conservati la chiesa, la sagrestia ed i resti del monastero distribuiti su due piani, con la foresteria e delle celle.
La chiesa molto probabilmente aveva un portico composto da due archi. Sull'ingresso, restaurato alla fine del XVI secolo si nota la scritta "Ecclesia haec S. Spiritui ab Angelis consecrata, Aegris Medicina est, et Christi Fidelibus Dimittit Peccata Omnia" ed al centro "Porta Coeli".
Il portale in legno, insieme alla statua di San Michele Arcangelo ed al tabernacolo, risalgono al 1894 quando la chiesa fu riaperta al culto.

### Interno

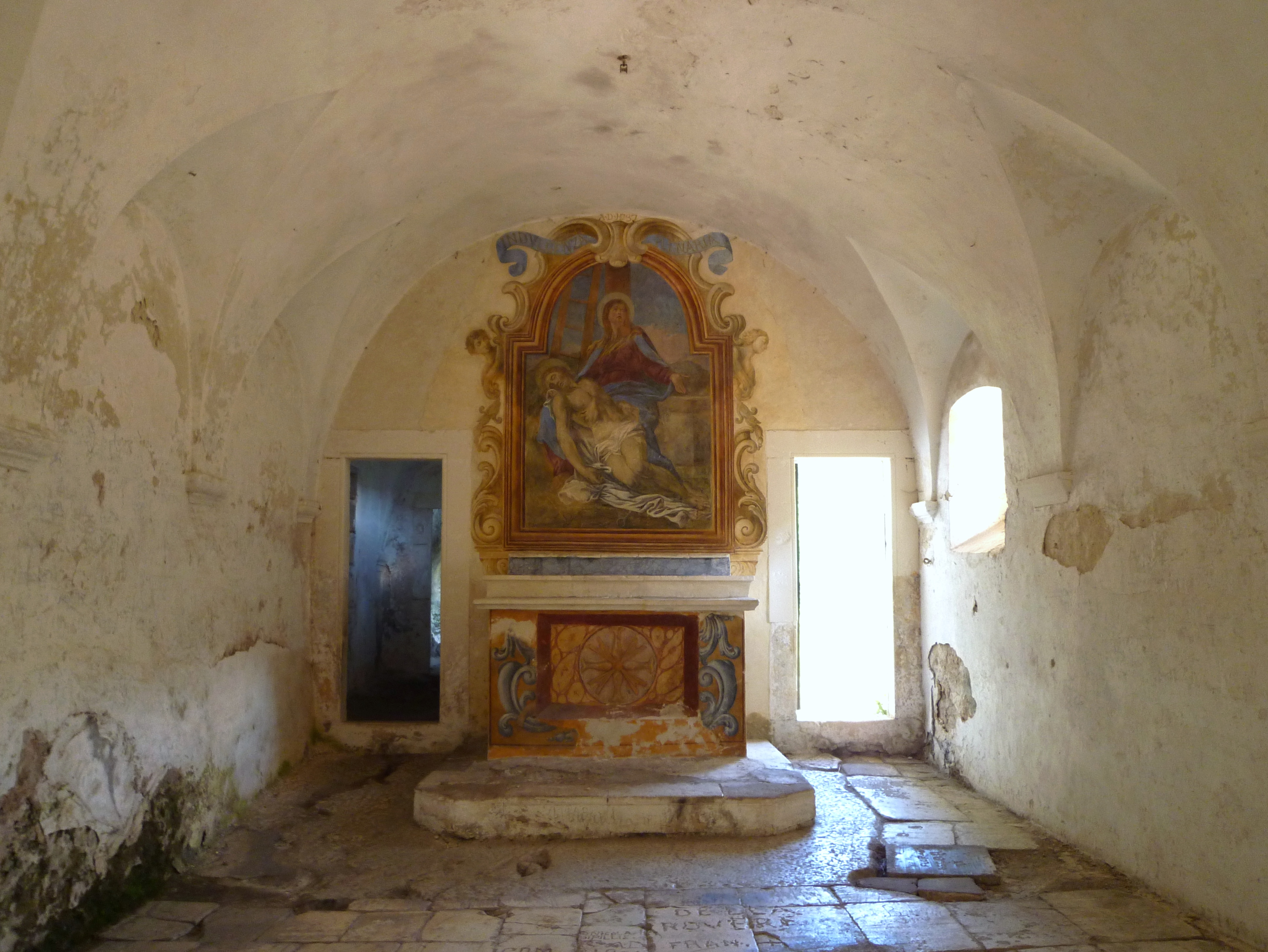
Interno dell'oratorio della Maddalena.

La parte più antica della chiesa è il presbiterio, che presenta archi a sesto acuto caratterizzati da costoloni e due porte a lato dell'altare che conducono al coro. Con la riapertura al culto della chiesa furono riportate all'eremo le opere che erano state trasferite nella chiesa di Roccamorice, come i dipinti della Madonna, la Discesa dello Spirito Santo nel Cenacolo, una statua di Cristo in legno ed un busto di papa Celestino V. A queste si aggiungono due tele dell'Ottocento con San Giuseppe e Sant'Elena.
Il nucleo originario dell'eremo si trova nella parte bassa della chiesa, scavato nella roccia. Ha due ingressi, il primo dei quali fa accedere a quella che viene chiamata la stanza del Crocifisso da dove, tramite alcuni gradini, si accede ad un'altra stanza che potrebbe essere il giaciglio di Pietro da Morrone; il secondo ingresso conduce a due stanze per la sepoltura dei principi Caracciolo di San Buono. Seguono un primo blocco di stanze di servizio al piano terra e di camere al piano superiore, mentre un secondo settore è formato da sei grossi locali allo stato di rovine.
Il terzo edificio è la foresteria, o Casa del Principe, che si sviluppa su tre piani. È possibile accedervi tramite un corridoio scavato nella roccia. Vicino all'ingresso della foresteria si trova la Scala Santa che, con 31 gradini, porta tra i ruderi di altri edifici. Un'altra scala di 76 gradini arriva ad una balconata coperta di notevoli dimensioni. Due brevi scale portano all'oratorio della Maddalena, ricavato nello sperone interno alla balconata.

## Castel Menardo
Sul colle che separa l'eremo dal centro di Serramonacesca, sono presenti i ruderi di Castel Menardo. In passato la rocca serviva per proteggere sia Roccamorice che l'abbazia di San Liberatore a Maiella.

## Galleria d'immagini

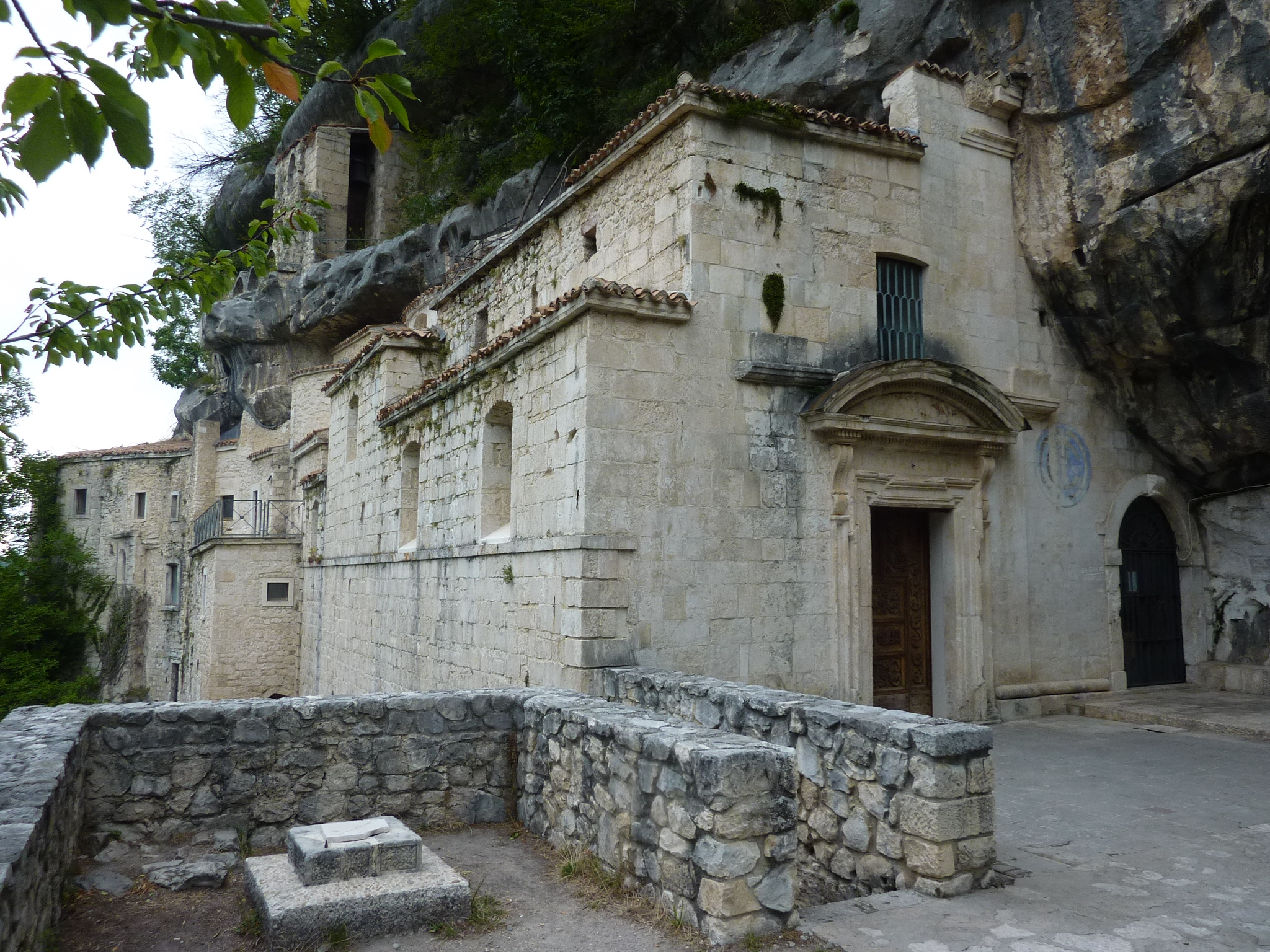
Prospetto della chiesa.
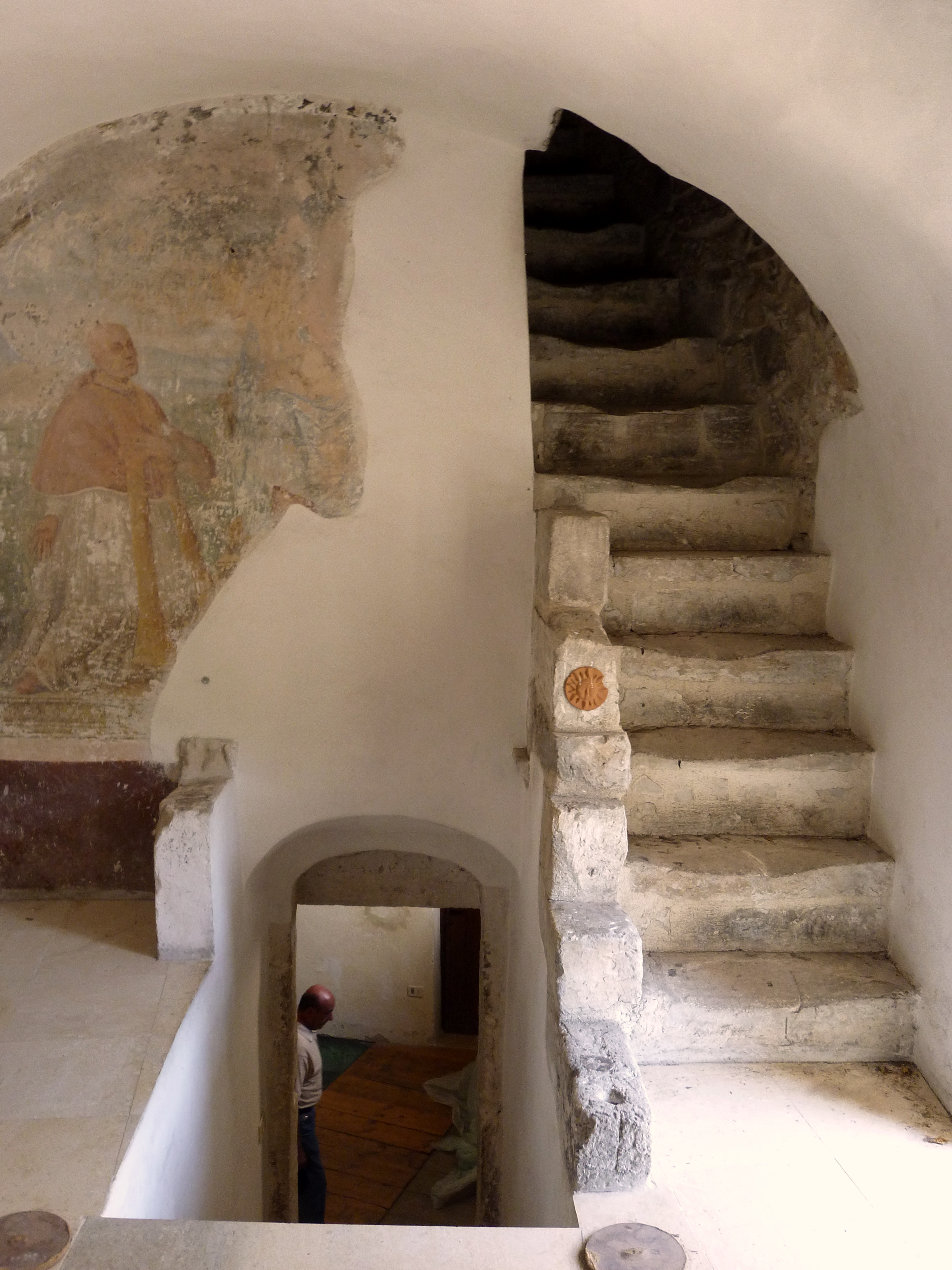
Interno di un ambiente della badia.
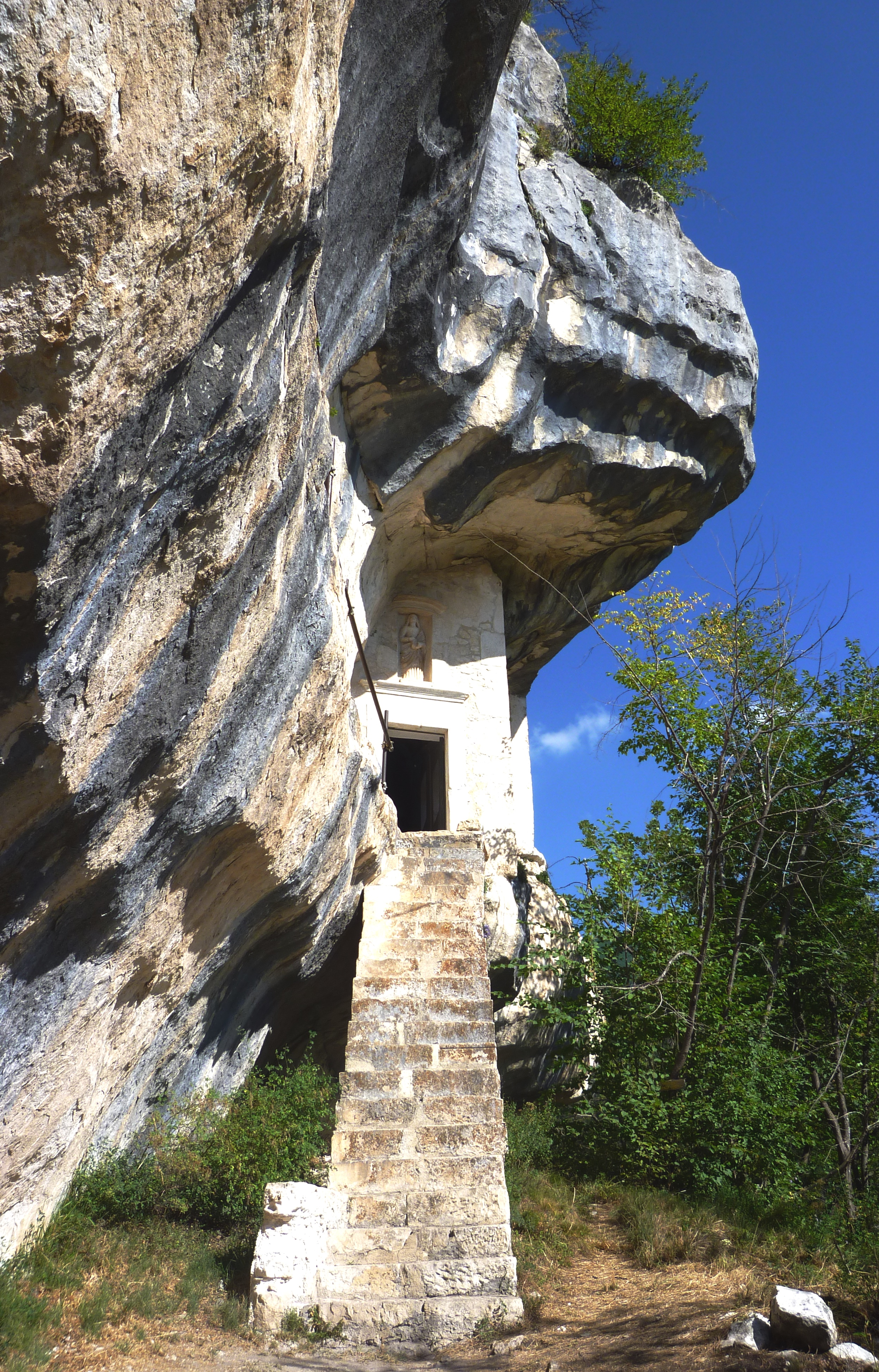
L'oratorio della Maddalena.
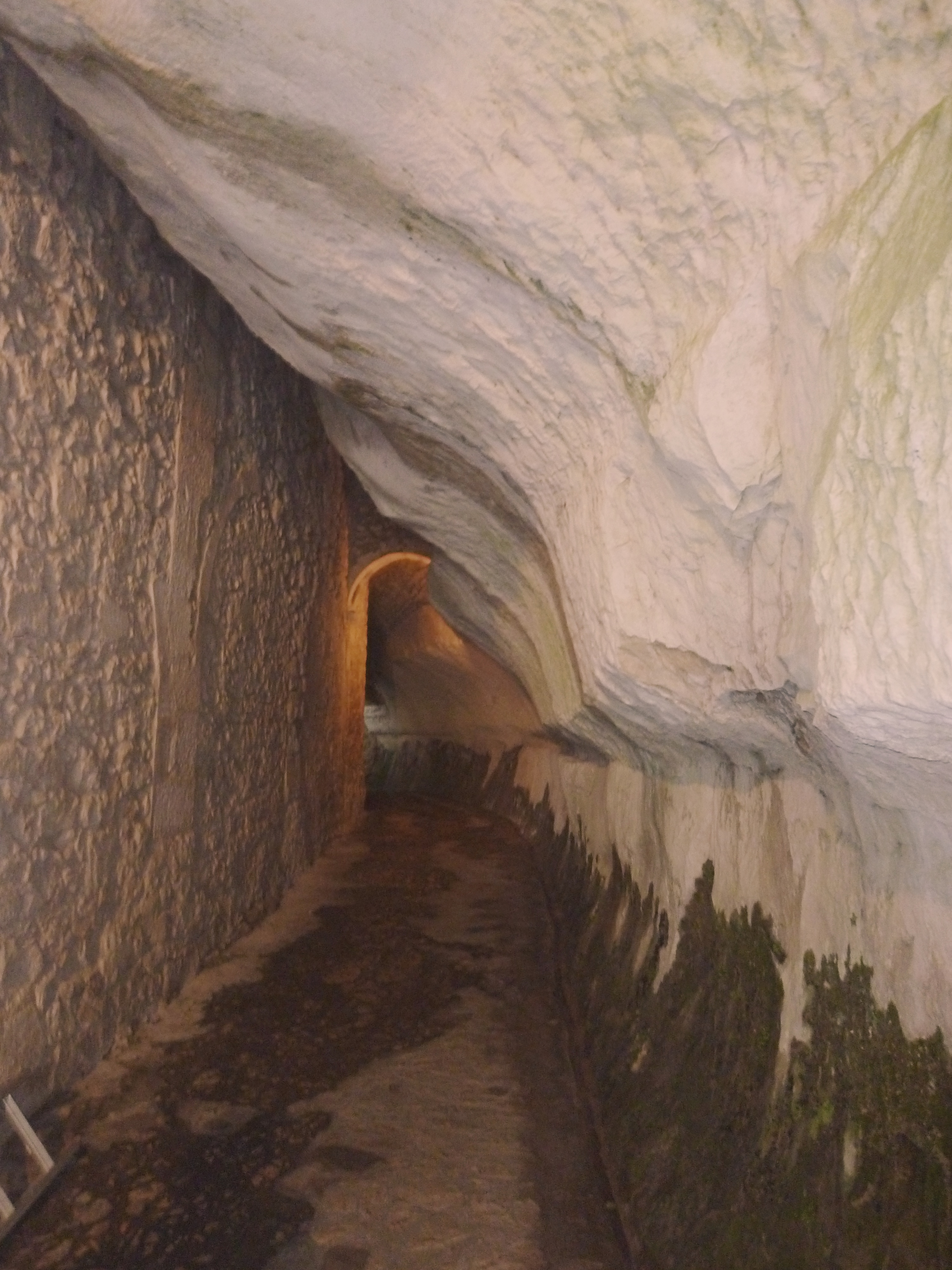
Il corridoio scavato nella roccia.
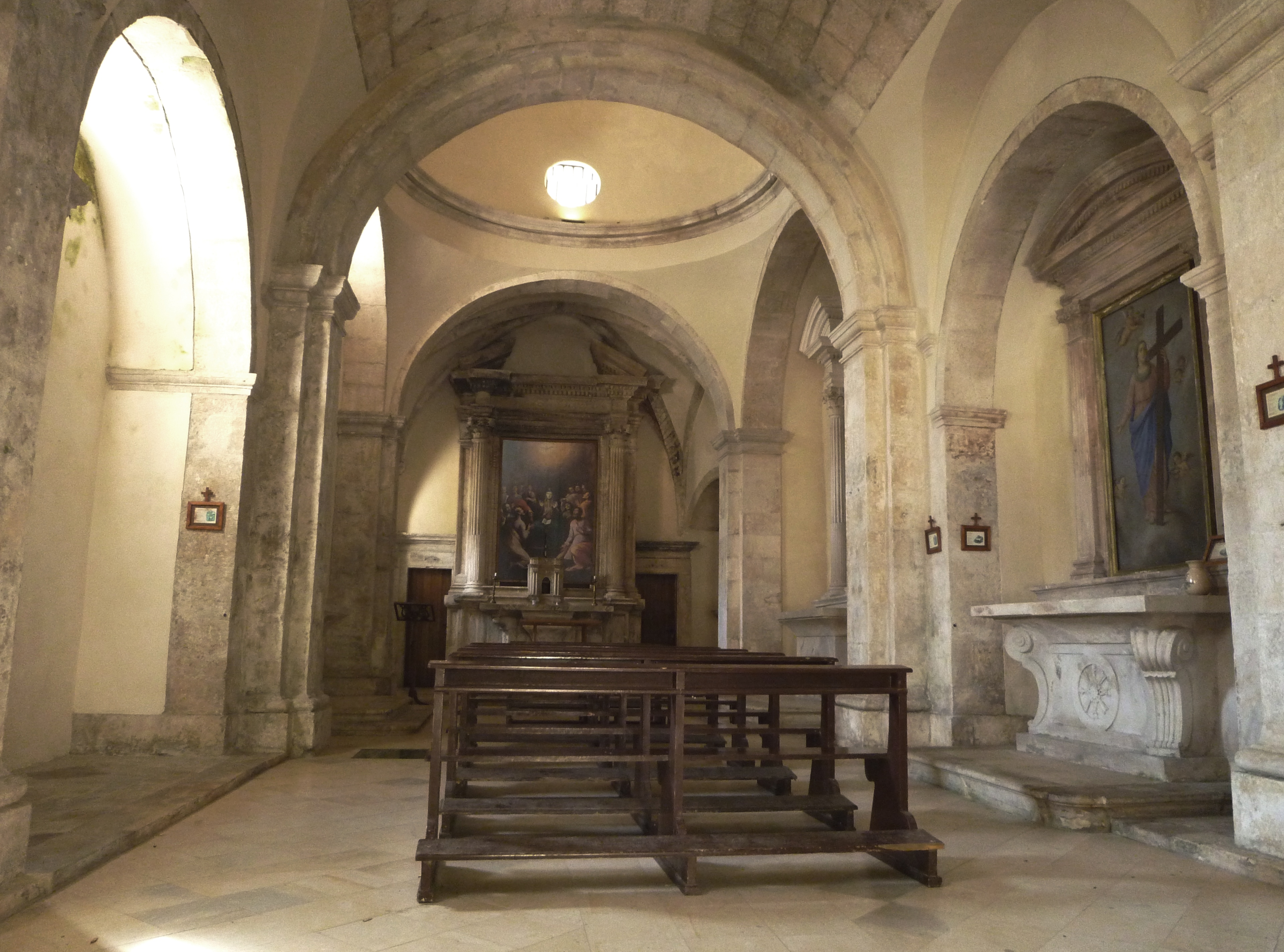
Interno della chiesa.

## Bibliografia

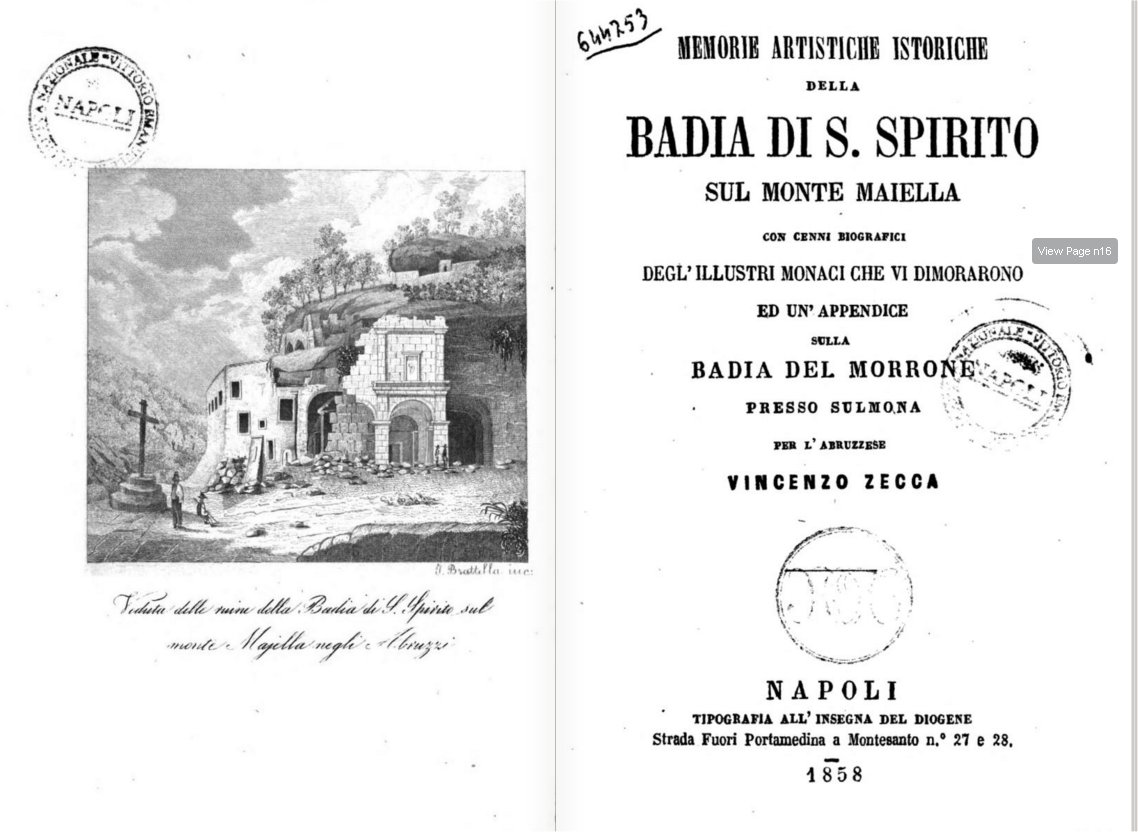
Frontespizio da Internet Archive